# Elay (wydawnictwo)
Wydawnictwo ELAY – polskie wydawnictwo powstałe w 2001 roku, z siedzibą w Bielsku-Białej, później w Jaworzu k. Bielska-Białej.
Oficyna wydawnicza w początkach działalności specjalizowała się w literaturze na temat gry go oraz dotyczącej filozofii buddyjskiej, z czasem poszerzyła swą ofertę o literaturę piękną (m.in. Meijin – mistrz go – pierwsze polskie wydanie książki autorstwa noblisty Yasunariego Kawabaty) oraz dziecięcą.

## Publikacje

### Buddyzm / filozofia
- Przebudź się ku temu, co czynisz - Diane Eshin Rizzetto (ISBN 83-923701-3-9), 2008
- Zen na co dzień: miłość i praca - Charlotte Joko Beck (ISBN 978-83-923701-4-7), 2009
- Żywy zen, nic niezwykłego - Charlotte Joko Beck (ISBN 978-83-923701-5-4), 2009
- Koniec pogoni za szczęściem - Barry Magid (ISBN 978-83-923701-7-8), 2009
- Umysł zen, umysł początkującego - Shunryu Suzuki (ISBN 978-83-930284-6-7 i ISBN 978-83-930284-8-1), 2010
- Hardcore Zen - Brad Warner (ISBN 978-83-930284-1-2), 2010
- Droga Serca - Dalajlama, Drewermann (ISBN 978-83-930284-2-9), 2010
- W stronę serca. Przebudzenie na ścieżce sufich - Hazrat Azrad Rasool (ISBN 978-83-930284-4-3), 2011
- Jak przyrządzić swoje życie. Zalecenia dla kuchrza w klasztorze zen -  Dogen, Kosho Uchiyama (ISBN 978-83-62620-01-2), 2012

### Gra GO
- Gra Go - Matthew Macfadyen (ISBN 83-916749-3-2), 2003
- Almost Sente (komiks) – Kamil Budziński (ISBN 83-916749-5-9), 2004
- Od amatora do zawodowca - Toshiro Kageyama (ISBN 83-916749-8-3), 2005
- Tesuji - James Davies (ISBN 83-923701-0-4), 2006
- Tsumego. Problemy życia i śmierci - Akinobu Tozawa (ISBN 83-916749-8-3), 2006

### Literatura piękna / poezja
- Meijin – mistrz go – Yasunari Kawabata, 2004
- Haiku - Agnieszka Żuławska-Umeda (ISBN 83-923701-1-2), 2006
- Głodna tygrysica - Rafe Martin (ISBN 83-916749-6-7), 2006
- Świat, który istniał przed naszym - Rafe Martin (ISBN 978-83-923701-6-1), 2009

### Literatura popularna
- Widok z mojego okna - szersza perspektywa – Małgorzata Kalicińska (ISBN 978-83-932826-3-0), 2013
- ... i wtedy moja córka powiedziała – Małgorzata Kalicińska (ISBN 978-83-932826-4-7), 2013

### Literatura dziecięca
- Wiewiór Wystraszny - Melanie Watt (ISBN 978-83-923701-9-2), 2010
- Julka Kulka i Gąska - Jane Simmons (ISBN 978-83-930284-5-0), 2011